# Campeonato Europeu de Atletismo em Pista Coberta de 2015 - 60 m masculino
A prova dos 60 metros masculino do Campeonato Europeu de Atletismo em Pista Coberta de 2015 foi disputada entre 7 e 8 de março de 2015 no O2 Arena em Praga, República Checa.

## Recordes
Antes desta competição, os recordes mundiais e do campeonato nesta prova eram os seguintes:
|                       | Nome           | Nacionalidade  | Tempo | Local         | Data                                      |
| --------------------- | -------------- | -------------- | ----- | ------------- | ----------------------------------------- |
| Recorde mundial       | Maurice Greene | Estados Unidos | 6s 39 | Madri Atlanta | 3 de fevereiro de 1998 3 de março de 2001 |
| Recorde do campeonato | Dwain Chambers | Reino Unido    | 6s 42 | Turim         | 7 de março de 2009                        |
| Recorde europeu       | Dwain Chambers | Reino Unido    | 6s 42 | Turim         | 7 de março de 2009                        |

## Medalhistas
| Ouro                | Prata                | Bronze            |
| Richard Kilty (GBR) | Christian Blum (GER) | Julian Reus (GER) |

## Cronograma
Todos os horários são locais (UTC+2).
| Data       | Hora  | Evento    |
| ---------- | ----- | --------- |
| 7 de março | 10:35 | Bateria   |
| 8 de março | 14:55 | Semifinal |
| 8 de março | 17:15 | Final     |

## Resultados

### Bateria
Qualificação: 4 atletas de cada bateria  (Q) mais os  4 melhores qualificados (q). 
| Posição | Bateria | Atleta                | Nacionalidade      | Tempo | Notas                |
| ------- | ------- | --------------------- | ------------------ | ----- | -------------------- |
| 1       | 2       | Richard Kilty         | Reino Unido        | 6.57  | Q                    |
| 1       | 4       | Chijindu Ujah         | Reino Unido        | 6.57  | Q                    |
| 3       | 1       | Lucas Jakubczyk       | Alemanha           | 6.62  | Q                    |
| 3       | 5       | Julian Reus           | Alemanha           | 6.62  | Q                    |
| 5       | 1       | Emmanuel Biron        | França             | 6.63  | Q,                   |
| 5       | 5       | Michael Tumi          | Itália             | 6.63  | Q,                   |
| 7       | 2       | Brian Mariano         | Países Baixos      | 6.64  | Q, =                 |
| 7       | 3       | Pascal Mancini        | Suíça              | 6.64  | Q,                   |
| 9       | 1       | Cătălin Cîmpeanu      | Roménia            | 6.65  | Q                    |
| 9       | 2       | Ángel David Rodríguez | Espanha            | 6.65  | Q,                   |
| 9       | 3       | Christian Blum        | Alemanha           | 6.65  | Q                    |
| 9       | 4       | Denis Dimitrov        | Bulgária           | 6.65  | Q,                   |
| 13      | 3       | Remigiusz Olszewski   | Polónia            | 6.66  | Q                    |
| 14      | 5       | Sean Safo-Antwi       | Reino Unido        | 6.67  | Q                    |
| 15      | 5       | Odain Rose            | Suécia             | 6.67  | Q,                   |
| 16      | 2       | Zvonimir Ivašković    | Croácia            | 6.68  | Q,                   |
| 16      | 4       | Kamil Kryński         | Polónia            | 6.68  | Q,                   |
| 18      | 1       | Yasaldes Nascimento   | Portugal           | 6.68  | Q,                   |
| 18      | 1       | Fabio Cerutti         | Itália             | 6.69  | q,                   |
| 18      | 2       | Erik Hagberg          | Suécia             | 6.69  | q                    |
| 18      | 4       | Delmas Obou           | Itália             | 6.69  | Q                    |
| 18      | 5       | Morten Madsen         | Dinamarca          | 6.69  | q,                   |
| 23      | 3       | Jan Veleba            | Chéquia            | 6.71  | Q                    |
| 24      | 3       | Ville Myllymäki       | Finlândia          | 6.72  | q                    |
| 25      | 1       | János Sipos           | Hungria            | 6.73  |                      |
| 26      | 4       | Zdeněk Stromšík       | Chéquia            | 6.74  |                      |
| 27      | 3       | Jakub Matúš           | Eslováquia         | 6.75  | Recorde pessoal      |
| 28      | 5       | Marek Bakalář         | Chéquia            | 6.79  |                      |
| 28      | 2       | Markus Fuchs          | Áustria            | 6.85  |                      |
| 30      | 4       | Ján Volko             | Eslováquia         | 6.86  |                      |
| 31      | 4       | Luka Rakić            | Montenegro         | 6.87  |                      |
| 32      | 3       | Richard Pulst         | Estónia            | 6.88  |                      |
| 33      | 1       | Riste Pandev          | Macedônia do Norte | 6.91  | Recorde da temporada |
| 33      | 2       | Tomáš Benko           | Eslováquia         | 6.91  |                      |
| 35      | 5       | Rachid Chouhal        | Malta              | 7.06  |                      |
| 36      | 5       | Sean Penalver         | Gibraltar          | 7.75  |                      |
| 37      | 1       | Efthímios Steryioúlis | Grécia             | DSQ   | R162.7               |

### Semifinal
Qualificação: 2 atletas de cada bateria  (Q) mais os  2 melhores qualificados (q). 
| Posição | Bateria | Atleta                | Nacionalidade | Tempo | Notas                |
| ------- | ------- | --------------------- | ------------- | ----- | -------------------- |
| 1       | 3       | Richard Kilty         | Reino Unido   | 6.53  | Q,                   |
| 2       | 2       | Chijindu Ujah         | Reino Unido   | 6.57  | Q                    |
| 3       | 1       | Lucas Jakubczyk       | Alemanha      | 6.59  | Q                    |
| 4       | 2       | Pascal Mancini        | Suíça         | 6.60  | Q,                   |
| 5       | 2       | Christian Blum        | Alemanha      | 6.60  | q                    |
| 6       | 1       | Emmanuel Biron        | França        | 6.61  | Q,                   |
| 7       | 3       | Michael Tumi          | Itália        | 6.62  | Q,                   |
| 8       | 3       | Julian Reus           | Alemanha      | 6.62  | q                    |
| 9       | 1       | Sean Safo-Antwi       | Reino Unido   | 6.63  |                      |
| 10      | 1       | Brian Mariano         | Países Baixos | 6.64  | =                    |
| 11      | 1       | Denis Dimitrov        | Bulgária      | 6.66  |                      |
| 11      | 3       | Remigiusz Olszewski   | Polónia       | 6.66  |                      |
| 13      | 1       | Fabio Cerutti         | Itália        | 6.67  | Recorde da temporada |
| 14      | 3       | Yasaldes Nascimento   | Portugal      | 6.67  | Recorde pessoal      |
| 15      | 2       | Delmas Obou           | Itália        | 6.68  |                      |
| 16      | 2       | Kamil Kryński         | Polónia       | 6.69  |                      |
| 17      | 2       | Zvonimir Ivašković    | Croácia       | 6.71  |                      |
| 18      | 2       | Erik Hagberg          | Suécia        | 6.72  |                      |
| 19      | 2       | Cătălin Cîmpeanu      | Roménia       | 6.73  |                      |
| 20      | 1       | Odain Rose            | Suécia        | 6.74  |                      |
| 20      | 3       | Jan Veleba            | Chéquia       | 6.74  |                      |
| 22      | 3       | Ville Myllymäki       | Finlândia     | 6.81  |                      |
| 23      | 3       | Ángel David Rodríguez | Espanha       | 6.91  |                      |
| 24      | 1       | Morten Madsen         | Dinamarca     | 9.47  |                      |

### Final
A final foi realizada às 17:15 no dia 8 de março de 2015.  
| Posição           | Raia | Atleta          | Nacionalidade | Tempo | Notas                |
| ----------------- | ---- | --------------- | ------------- | ----- | -------------------- |
| Medalha de ouro   | 3    | Richard Kilty   | Reino Unido   | 6.51  | Recorde da temporada |
| Medalha de prata  | 1    | Christian Blum  | Alemanha      | 6.58  |                      |
| Medalha de bronze | 2    | Julian Reus     | Alemanha      | 6.60  | =                    |
| 4                 | 8    | Michael Tumi    | Itália        | 6.61  | Recorde da temporada |
| 5                 | 4    | Pascal Mancini  | Suíça         | 6.62  |                      |
| 6                 | 6    | Lucas Jakubczyk | Alemanha      | 6.62  |                      |
| 7                 | 7    | Emmanuel Biron  | França        | 6.72  |                      |
| 8                 | 5    | Chijindu Ujah   | Reino Unido   | DSQ   | R162.7               |

Legenda
| Recorde mundial       | Recorde mundial (World record)               |                       | Recorde africano                      | Recorde africano (African) |                                           | Q | Classificado por posição (Qualified) |
| Recorde do campeonato | Recorde do campeonato (Championship record)  | Recorde da América    | Recorde da América (Americas)         | q                          | Classificado por melhor tempo (Qualified) |   |                                      |
| Melhor marca do ano   | Melhor marca do ano (World leading)          | Recorde asiático      | Recorde asiático (Asian)              | DNS                        | Não largou (Did not start)                |   |                                      |
| Recorde nacional      | Recorde nacional (National record)           | Recorde europeu       | Recorde europeu (European)            | DNF                        | Não terminou (Did not finish)             |   |                                      |
| Recorde pessoal       | Recorde pessoal do atleta (Personal best)    | Recorde da Oceania    | Recorde da Oceania (Oceania)          | DSQ / DQ                   | Desclassificado (Disqualified)            |   |                                      |
| Recorde da temporada  | Recorde da temporada do atleta (Season best) | Recorde sul-americano | Recorde sul-americano (South America) | NM                         | Sem marca (No mark)                       |   |                                      |